# La Crème de la crème
La Crème de la crème är en fransk komedi-dramafilm från 2014 i regi av Kim Chapiron. Filmen fick tre nomineringar vid den 20:e Lumière Awards, där Thomas Blumenthal och Jean-Baptiste Lafarge nominerades för bästa manliga uppenbarelse och Alice Isaaz för bästa kvinnliga uppenbarelse.

## Handling
Quiet Kelia har precis gått med i en prestigefylld handelsskola i Frankrike (vissa medier kommer att anta att det är HEC Paris). På en fest träffar hon Dan, en impopulär andraårsstudent vars intelligens styrs av en kall bedömning av alltings kommersiella värde. Dans rumskamrat, Jaffar, misslyckas hela tiden med flickor. Kelia och Dan förlovar sig sedan med en ung kvinna och betalar henne för att följa med Jaffar till en kväll för att öka sitt förföriska kapital med flickorna i skolan. Louis, en student från Versailles, påpekar detta, som föreslår Dan och Kelia att de ska samarbeta och utvidga strategin till alla de studenter som vill öka sin "kapital" av förförelse. Den består av att skapa en prostitutionsklubb "Les amateurs de Cigares". Filmens undertext hänvisar till dess respekt för marknadsnormer; de anställer unga människor för att gå på fester. Kelia rekryterar kunder, Louis tar hand om dem och Dan sköter redovisningen. Kelia, som låtsas vara lesbisk med sina vänner, attraheras av Louis, som litar på hennes charm, till skillnad från Dan. På hennes födelsedag erbjuder Kelia och Louis Dan Eulalie, rekryterad i ett parfymeri. Dan vägrar gåvan trots att de träffas trots att Eulalie jobbar för dem. Affärerna går bra och de expanderar till en ingenjörshögskola. Ändå kallas de ut och åtalas för koppleri. Eulalie drar sig ifrån Dan, för avundsjuk. Kelia försöker bevisa för rektorn att de är de bästa studenterna på campus eftersom de framgångsrikt har tillämpat de metoder som de lärts ut. På disciplinrådet kysser Louis och Kelia.

## Skådespelare (urval)
- Thomas Blumenthal som Dan
- Alice Isaaz som Kelly
- Jean-Baptiste Lafarge som Louis
- Karim Ait M'Hand som Jaffar
- Marine Sainsily som Eulalie
- Marianne Denicourt som Louis mamma
- Bruno Abraham-Kremer som Dans far
- Jenna Thiam som fotokopieringsbutiken
- Noémie Merlant som The Redhead
- Lucas Bravo som Antoine Mufla